# Jakost zvuka
Jakost zvuka (oznaka I) je fizikalna mjerna veličina koja opisuje energiju zvučnoga vala u vremenskom razdoblju (intervalu) kroz površinu okomitu na smjer širenja vala. Mjerna je jedinica vat po kvadratnom metru (W/m²).
Prag čujnosti je najmanja jakost zvuka koju ljudsko uho može čuti: 
{\displaystyle I_{0}=1~\mathrm {pW/m^{2}} =0,000\,000\,000\,001~\mathrm {W/m^{2}} .}
Razina jakosti zvuka (oznaka L) je mjerna veličina prilagođena osjetljivosti ljudskoga uha, deseterostruki logaritam omjera jakosti nekoga zvuka i praga čujnosti, odnosno: 
{\displaystyle L={\frac {1}{2}}\cdot \ln \!\left({\frac {I}{I_{0}}}\right)\!~\mathrm {Np} =\log _{10}\!\left({\frac {I}{I_{0}}}\right)\!~\mathrm {B} =10\cdot \log _{10}\!\left({\frac {I}{I_{0}}}\right)\!~\mathrm {dB} }
gdje je:
- I - razina jakosti zvuka;
- I0 - prag čujnosti;
- Np - neper;
- B - bel;
- dB - decibel.[1]

Valovi zvuka proizvode tlak na tijelo na koje udaraju. Jakost zvuka je količina energije koju isijava izvor zvuka u 1 sekundi kroz površinu od 1 m2 okomito na smjer njegovog širenja i mjeri se u W/m2. Iz izraza za gustoću energije vidimo da je jakost zvuka to veća što je veća gustoća sredstva ρ u kojem se zvuk širi i što je veća amplituda A vala. Međutim, kod prostornih valova gustoća energije opada s kvadratom udaljenosti, pa je u tom razmjeru i jakost zvuka:
{\displaystyle j={\frac {j_{0}}{r^{2}}}\ }
gdje je: j0 - gustoća energije na duljini r = 1 metar od njegovog izvora. 

## Energija zvučnog vala
Pri širenju vala u svim smjerovima od njegova izvora djelić mase m ima brzinu v = A ∙ω, analogno prema izrazu v = r ∙ω, gdje je r = A - amplituda vala, a energiju (u džulima = J):
{\displaystyle E={\frac {m\cdot v^{2}}{2}}={\frac {m\cdot A^{2}\cdot \omega ^{2}}{2}}}
To vrijedi za svaki djelić materije u kojoj se val širi. Obujam ili volumen od 1 m3 materije mase ρ ima prema tome energiju (u J/m2):
{\displaystyle e={\frac {\rho \cdot A^{2}\cdot \omega ^{2}}{2}}}
gdje vrijedi: m = ρ∙V = ρ∙1 = ρ. Ako se val širi brzinom v, onda će kroz površinu S okomito na smjer širenja vala prijeći u 1 sekundi količina zvučne energije Φ (u W):
{\displaystyle \phi =e\cdot S\cdot v}
a kroz površinu od 1 m2 u 1 sekundi prijeći će energija (u W/m2):
{\displaystyle j=e\cdot v={\frac {\rho \cdot A^{2}\cdot \omega ^{2}\cdot v}{2}}}
Ta se veličina zove gustoća zvučne energije.

## Mjerne jedinice jakosti zvuka

### Decibel
Decibel (oznaka dB) je decimalna jedinica brojčane jedinice bel iznimno dopuštene izvan SI (Međunarodni sustav mjernih jedinica). Decibel je jedinica razine neke fizikalne veličine (razine snage, napona, struje, jakosti zvuka i drugog). Poseban je naziv za broj jedan kada je razina (na primjer snage P2 prema snazi P1) izračunana jednadžbom:
{\displaystyle L=10\cdot \log _{10}\!\left({\frac {P_{2}}{P_{1}}}\right)\!~\mathrm {dB} }
{\displaystyle 1\,\mathrm {dB} ={\frac {1}{10}}\,\mathrm {B} }

### Bel
Bel (prema A. G. Bellu; oznaka B) je brojčana jedinica razine određene fizikalne veličine prema odabranoj usporedbenoj vrijednosti, kada je ta razina određena dekadskim logaritmom omjera vrijednosti tih veličina. Bel je iznimno dopuštena jedinica izvan SI (Međunarodni sustav mjernih jedinica), povezana s jedinicom neper (Np) jednadžbom: 
{\displaystyle L={\frac {1}{2}}\cdot \ln 10\,(\mathrm {Np} )}
Većinom se upotrebljava decimalna jedinica decibel (dB = 0,1 B). Na primjer ako je snaga nekog signala 1 W, a dogovorena usporedbena snaga 1 mW, tada je razina signala:
{\displaystyle L=10\cdot \log _{10}\!\left({\frac {1}{0,001}}\right)\!~\mathrm {dB} =10\cdot \log _{10}\,10^{3}\!~\mathrm {dB} =30\,\mathrm {dB} }

### Neper
Neper (po J. Napieru ili Neperu; oznaka Np) je brojčana jedinica razine određene fizikalne veličine prema odabranoj usporedbenoj vrijednosti, kada je ta razina određena prirodnim logaritmom omjera vrijednosti tih veličina, pa je poseban naziv broja jedan (Np = 1). Neper je iznimno dopuštena jedinica izvan SI. Rabi se uglavnom u elektrokomunikacijama za izražavanje gušenja signala.

## Osjet zvuka ili osjetljivost uha
Slušni osjet jakosti zvuka osniva se na fiziološkom djelovanju, to jest na podraživanju slušnih živaca. Zato je potrebno utvrditi kako taj slušni osjet ovisi o jakosti zvuka, odnosno o zvučnom tlaku. Ispitivanje je pokazalo da je za svaki čist ton potreban neki minimalni zvučni tlak da bi ga uho moglo čuti. Taj minimalni tlak kod kojeg se još određeni ton čuje zove se prag ili granica čujnosti. No zvučni tlak može biti opet tako velik da prouzrokuje bol u ušima pa se zato zove granica bola. Granica čujnosti i granica bola ovisne su o frekvenciji, to jest kod različitih frekvencija one su različite. Osjetljivost uha je najveća kod frekvencije oko 2 700 Hz. Ljudsko uho osjeća zvukom izazvanu promjenu tlaka zraka (akustički tlak). Za zvučni val frekvencije 1 kHz i jakosti koja odgovara pragu čujnosti (I0 = 10–12 W/m²), amplituda pomaka čestice iznosi oko 10–11 m, dok je amplituda akustičkoga tlaka oko 2 · 10–5 Pa. Za zvuk na granici bola pomak je čestice 10–5 m, a akustički tlak 30 Pa.

### Glasnoća ili jakost glasa
Kao mjera za fiziološko djelovanje izvora zvuka na uho služi jakost glasa. Jakost glasa ovisi o jakosti zvuka, odnosno o zvučnom tlaku i s ovim se ne smije zamijeniti. Jakost glasa ili glasnoća je fiziološki, a jakost zvuka fizikalni pojam. Tako na primjer jakost glasa 10 motornih vozila nije 10 puta veća od jakosti glasa jednog vozila. Jedinica za jakost glasa je fon. Jakost zvuka od 2,5 ∙ 10-12 W/m2 odgovara jakosti glasa od nula fona. 
Glasnoća zvuka jest osjet jakosti zvuka u ljudskom uhu. Ovisi o jakosti i frekvenciji zvuka. Razina glasnoće izražena u fonima jest, dogovorno, jednaka razini jakosti u decibelima za zvuk frekvencije 1 000 Hz u cijelom području od granice čujnosti do granice bola. Primjeri razine glasnoće različitih složenih zvukova dani su u sljedećoj tablici:
| Vrsta zvuka          | Razina glasnoće (fon) |
| -------------------- | --------------------- |
| prag osjeta          | 0                     |
| šaptanje             | 20                    |
| tiha glazba          | 40                    |
| bučan govor          | 60                    |
| prometna ulica       | 80                    |
| prolazak brzog vlaka | 100                   |
| motor zrakoplova     | 120                   |
| prag bola            | 130                   |